# 津軽フリーパス
津軽フリーパス（つがるフリーパス）は、東日本旅客鉄道（JR東日本）が発売する特別企画乗車券である。青森県弘前市を中心にした津軽地方の弘前周辺のJR線のほか、弘南鉄道・津軽鉄道・弘南バスを利用できる。2日間有効で発売額は2,570円（小児1,280円）。

## 利用可能路線
- JR東日本
  - 奥羽本線：碇ケ関 - 青森間
  - 五能線：川部 - 五所川原間
- 弘南鉄道
  - 弘南線：全線
  - 大鰐線：全線
- 津軽鉄道
  - 津軽鉄道線：津軽五所川原 - 金木間（ストーブ列車は利用不可）
- 弘南バス
  - 土手町循環100円バス
  - 城東環状100円バス
  - 市内循環ためのぶ号
  - 黒石市回遊バスぷらっと号
  - 五所川原市内商店街循環バス
  - 弘前 - 黒石・大川原線
  - 大川原・虹の湖線
  - 黒石 - 温川線（黒石駅前 - 虹の湖公園間）
  - 弘前 - 大鰐・碇ヶ関線（弘前バスターミナル - 碇ケ関駅前間）
  - 浜の町・石渡線
  - 大秋・川原平線（弘前バスターミナル - 西目屋役場前間）
  - 枯木平線（弘前バスターミナル - 岳温泉間）
  - 弘前 - 相馬線（弘前バスターミナル - 相馬庁舎間）
  - 弘前 - 尾上線（弘前バスターミナル - 尾上駅前間）

### かつて利用できた路線など
- 津軽鉄道
  - ストーブ列車（2006年度の運行まで）
  - 金木 - 芦野公園間
- 弘南バス
  - 五所川原 - 弘前線
  - 弘前 - ロマントピア線（路線再編により廃止の為）

## 発売箇所
- 2023年4月1日から、『TOHOKU MaaS WEB』での電子チケットの発売のみ[1]。
- 2023年3月30日までは、利用開始日の1か月前から、フリーエリア内を含む秋田支社管内のみどりの窓口・びゅうプラザおよび主な旅行会社。ただし、該当地区を目的地とするJR旅行商品を購入する場合のみ、先述のエリア外でも購入可能。
  - フリー区間内にあるJRみどりの窓口（青森駅・新青森駅・弘前駅[2]）、びゅうプラザ弘前・青森で購入すると、フリーパスのガイドブックおよび利用可能交通機関の時刻表がもらえる。フリー区間外で購入した場合、上記窓口および弘前市観光案内所（弘前駅中央口1階）に本券を提示した上で受け取ることができる。

## その他
- 特急・急行列車を利用する場合は特急券・急行券等の料金券の他に乗車券が別途必要となる。ただし、リゾートしらかみ等全車指定席の普通・快速列車を利用する場合は、別途座席指定券を購入すれば、乗車が可能となる。なお、特急・急行列車の自由席及び普通・快速列車の指定席において「青森 - 新青森間」のみ乗車する場合は、料金券は不要となる。
- 津軽鉄道のストーブ列車には乗車できない。乗車の際は別途運賃+ストーブ列車料金（ストーブ車両に乗車する場合のみ:2007年度以降）が必要となる。
- 弘南バスが弘前さくらまつり期間中に弘前駅前（中央口） - 文化センター前で運行する弘前公園直行100円バスにも乗車可能である。
- フリーエリア内の「津軽フリーパス」のステッカーが貼られている施設・店舗で本券を提示すると割引等を受けられる特典がある。詳細はガイドブックおよび下記外部リンクを参照。

## 沿革
- 2005年（平成17年）7月 - 発売開始（大人1,500円）。
- 2010年（平成22年）12月4日 - 青森駅までフリーエリアを延長。価格改定。(大人2,000円、小児1,000円)
- 2014年（平成26年）4月1日 - 消費税増税に伴い、価格改定。(大人2,060円、小児1,030円)
- 2019年（令和元年）10月1日 - 消費税増税に伴い、価格改定。(大人2,100円、小児1,050円)
- 2023年（令和5年）4月1日 - 紙チケットを廃止し、電子チケット化するとともに、価格改定。(大人2,460円、小児1,230円)
- 2025年（令和7年）4月1日 - 価格改定（大人2,570円、小児1,280円）。